# سد باره
سد باره (به انگلیسی: Bara Dam) یک سد در پاکستان است که در Tirah Valley, Khyber Agency, FATA واقع شده‌است.